# Chržín
Chržín (en allemand : Cherschin) est une commune du district de Kladno, dans la région de Bohême-Centrale, en Tchéquie. Sa population s'élevait à 261 habitants en 2020.

## Géographie
Chržín se trouve à 21 km au nord-est de Kladno et à 28 km au nord-ouest du centre de Prague.
La commune est limitée par Loucká, Mnetěš et Ledčice au nord, par Sazená à l'est, par Uhy et Velvary au sud, et par Černuc à l'ouest.

## Histoire
La première mention écrite du village date de 1292.

## Administration
La commune se compose de trois quartiers :
- Budihostice
- Chržín
- Dolní Kamenice